# Namibia na Letnich Igrzyskach Olimpijskich 1992
Namibię na Letnich Igrzyskach Olimpijskich 1992 reprezentowało sześciu zawodników: pięciu mężczyzn i jedna kobiety. Był to debiut reprezentacji Namibii na letnich igrzyskach olimpijskich. Frankie Fredericks zdobył pierwsze medale dla Namibii na igrzyskach olimpijskich.

## Zdobyte medale
| Medal  | Zawodnik           | Dyscyplina    | Konkurencja            | Rezultat |
| ------ | ------------------ | ------------- | ---------------------- | -------- |
| Srebro | Frankie Fredericks | Lekkoatletyka | bieg na 100 m mężczyzn | 10,02 s  |
| Srebro | Frankie Fredericks | Lekkoatletyka | bieg na 200 m mężczyzn | 20,13 s  |

## Skład kadry

### Boks
Mężczyźni
- Harry Simon waga półśrednia do 67 kg - 17. miejsce,

### Lekkoatletyka
Mężczyźni
- Frankie Fredericks

bieg na 100 m - 2. miejsce,
bieg na 200 m - 2. miejsce,
- Frank Kayele - maraton - 69. miejsce,
- Lucketz Swartbooi - maraton - nie ukończył biegu,

### Pływanie
Kobiety
- Monica Dahl

50 m stylem dowolnym - 37. miejsce,
100 m stylem dowolnym - 35. miejsce,
100 m stylem motylkowym - 46. miejsce,
Mężczyźni
- Jörg Lindemeier

100 m stylem klasycznym - 43. miejsce,
200 m stylem klasycznym - 40. miejsce,